# بريل

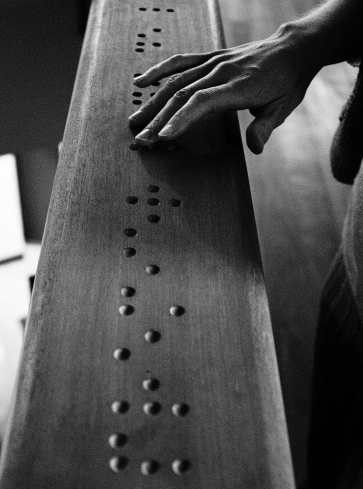
كتبة برموز برايل ("أول" بالفرنسية)

طريقة برايل المسماة نسبةً لمخترعها الفرنسي لويس برايل، هي نظام كتابة ليلية ألف بائية، تمكن المكفوفين من القراءة. ولذا تُكتب الحروف رموزاً بارزة على الورق مما يسمح للمكفوفين بالقراءة بفضل حاسة اللمس.
إن اختراع كتابة المكفوفين قد أكمل النقص الذي كان يعانيه نظامهم التعليمي، بأن صار الطلاب المكفوفون قادرين على القراءة والكتابة كغيرهم من الأشخاص العاديين وإن اختلفت الطريقة.
ولد برايل في 4 يناير عام 1809 في مدينة كوبفراي شرق العاصمة الفرنسية باريس، وفقد بصره وهو في الثالثة من عمره نتيجة لحادثة وقعت في طفولته.
انضم إلى معهد باريس في سن العاشرة، وقبل التحاقه بالمدرسة علمه أبوه استخدام يديه بمهارة، وكان لويس حاد الذكاء فأصبح تلميذاً وموسيقياً بارعاً، وبعد تخرجه أصبح معلماً بالمعهد الملكي للشباب المكفوفين واهتم برعاية المكفوفين، ولقد تمكّن برايل أن يكتب طريقة الشيفرة العسكرية التي كان قد اخترعها الضابط الفرنسي بييرلسكي ليرسل التعليمات العسكرية إلى الجيش الفرنسي
وهو في حربه مع الألمان; وتتكون أساساً من اثنتي عشرة نقطة، ويمكن أن تتكون كل الكلمات
بالتبادل، إلا أن برايل استطاع تعديل واختصار الاثنتي عشرة نقطة إلى ست نقط ليسهل الموقف التعليمي على الكفيف.
يُعد يوم 4 يناير الذي يوافق يوم ولادة مؤسس لغة برايل هو اليوم العالمي للاحتفاء بلغة برايل من كل عام، بحسب قرار الجمعية العامة للأمم المتحدة والمعتمد في نوفمبر 2018م.

## تاريخ
اعتمد برايل على طريقة تشفير عسكرية تستخدم اللمس بأصابع اليد تدعى الكتابة الليلية التي طورها تشارلز باربييه استجابةً لطلب الإمبراطور نابليون بهدف السماح للجنود الفرنسيين بالتواصل بصمت في الليل دون الحاجة لمصدر إنارة. تكوَّن نظام باربييه من مجموعات من 12 نقطة منقوشة تُرمز 36 صوتاً مختلفاً، لكن نظام الترميز هذا كان صعباً للغاية على الجنود، فلم يتمكنوا من التعرف على الأحرف عن طريق اللمس، ورفض الجيش استخدامه في نهاية المطاف. وقد قام باربييه بزيارة المعهد الملكي للمكفوفين في باريس في عام 1821م، وهناك قابل برايل. حدد برايل عيبين رئيسيين في أسلوب الترميز الذي اخترعه باربييه: الأول تعبيره عن الأصوات فقط، وبذلك لم يكن قادراً على التعبير عن كل الكلمات، والثاني عدم قدرة الإصبع البشري على لمس الرمز المكون من 12 نقطة بالكامل دون تحريك، وبالتالي لا يمكن الانتقال سريعاً من رمز إلى آخر. وكان الحل الذي اقترحه برايل استخدام رموز مكونة من ست نقاط فقط، وتعيين نمط ترميز خاص لكل حرف من حروف الأبجدية. استخدمت طريقة برايل في البداية حرفاً واحداً لكل حرف من الأبجدية الفرنسية، ولكن سرعان ما طُورت اختصارات عديدة مما خلق نظاماً أشبه بالاختزال. اكتمل نظام برايل الموسع الخاص باللغة الإنجليزية، والذي دُعي نظام برايل من الدرجة الثانية بحلول عام 1905. أما اليوم فيعتبر نظام برايل بالنسبة للقراء المكفوفين نظاماً مستقلاً للكتابة، وليس نظام طباعة رمزية مقابلًا للحروف الهجائية المطبوعة.

### التطور
كان هناك ثلاث مراحل تاريخية لتحول الرموز الخطية الطباعية إلى طريقة برايل الحالية في الكتابة: أولاً استخدام الأحرف الأبجدية الفرنسية من قِبل لويس برايل، ثم إعادة صياغة أحرف برايل عن طريق رموز مطبوعة، وأخيراً تعديل أحرف برايل لتحسين كفاءة الكتابة والقراءة بطريقة برايل.
تتبع معظم طرق برايل المعروفة اليوم الترتيب الفرنسي المكون من 26 حرفاً من الأبجدية اللاتينية الأساسية، وكانت هناك محاولات لتوحيد الأبجديات التي تتجاوز 26 حرفاً وفق نظام برايل الدولي، على الرغم من وجود اختلافات هامة بين نظام برايل الألماني والإنجليزي. تحاول محاولات التوحيد هذه تخطي الاختلافات الناتجة عن ترتيب رموز برايل الخاص بكل أمة بحيث يتوافق مع أبجديتها الخاصة، كما حدث في طريقة برايل الجزائرية، إذ أُعيد تعيين رموز برايل عددياً لتتوافق مع ترتيب الأبجدية العربية بشكلٍ لا يرتبط كثيراً مع الرموز المستخدمة في بلدان أخرى، وقد حدث الأمر نفسه مع أول نموذج أمريكي من كتابة برايل مشتق من اللغة الإنجليزية، عندما أُعيد تعيين الحروف دبليو، إكس، واي، زد بحيث تتطابق مع الترتيب الأبجدي للغة الإنجليزية.
كان المبدأ الثالث المتفق عليه عالمياً هو تعديل رموز برايل مع استخدام أبسط أنماط الحروف الأبجدية وأسرعها في الكتابة. استُخدمت هذه الحروف الهجائية المعدّلة وفق نظام برايل في ألمانيا والولايات المتحدة في القرن التاسع عشر، ولكن اختراع الآلة الكاتبة التي تعمل بطريقة برايل أفقدها ميزاتِها، ولم تعد تُستخدم حالياً، فقد كان لهذه الطريقة عيبٌ هام وهو تداخل عدد من النقاط مع بعضها ضمن النص بمحاذاةِ الحروف المستخدمة، وهو ما جعل النصوص أكثر صعوبة في القراءة.

## كتابة بريل

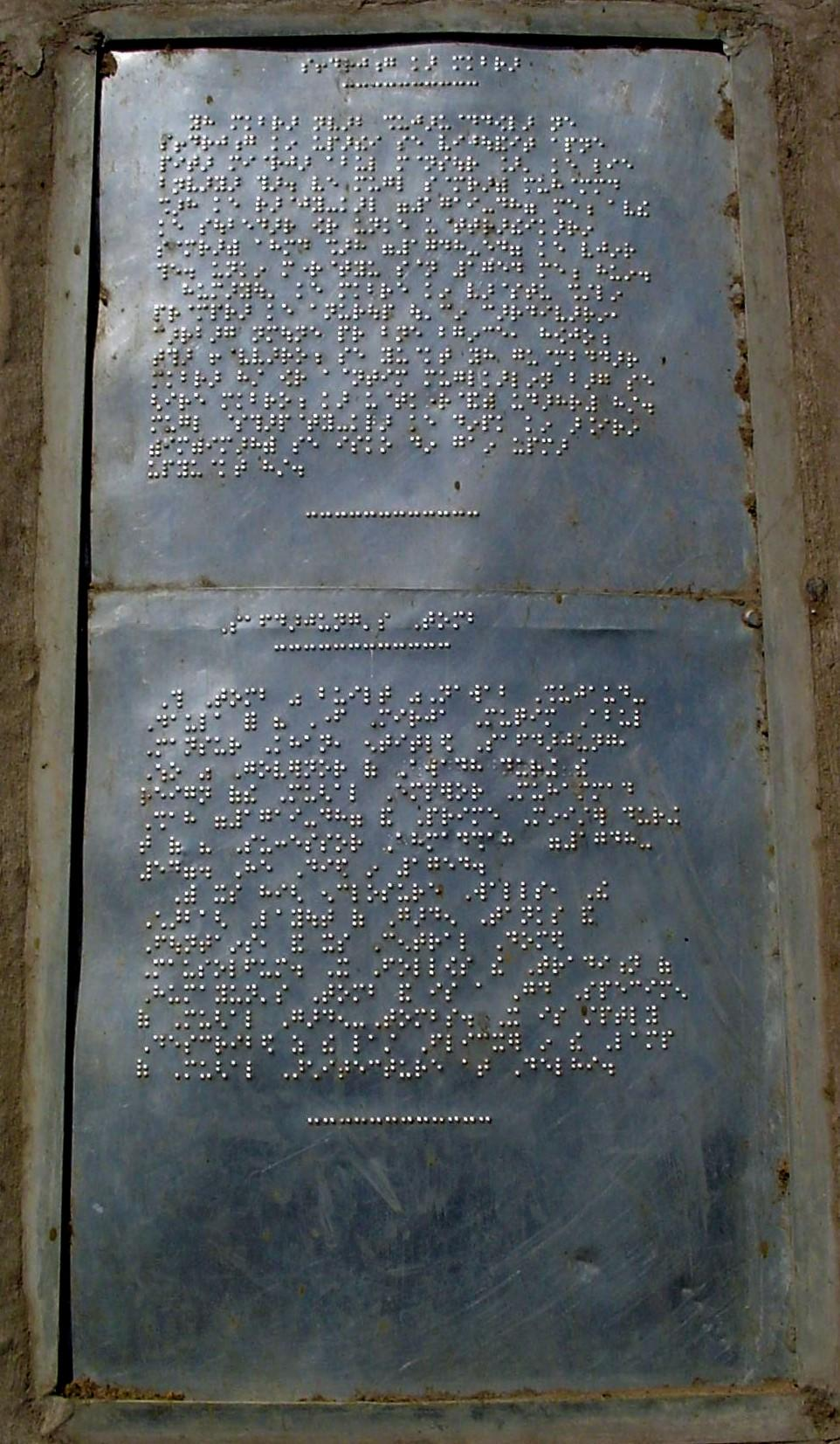
كتابة برموز بريل عن مزار صفدر جنك في دلهي

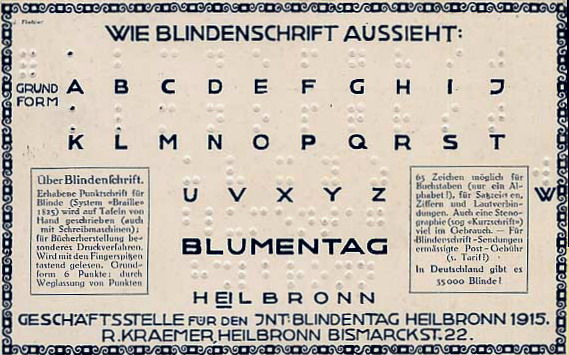
نظام برايل الألفبائية اللاتينية

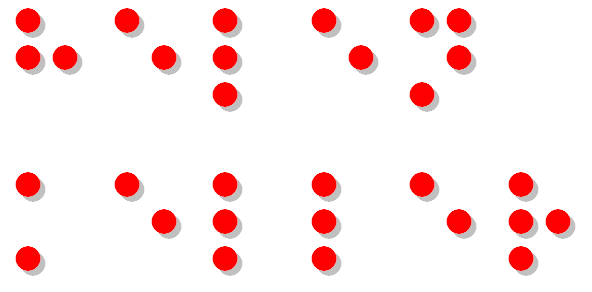
هيلين كيلر.

في سنة 1829م، نشر برايل بحثاً لفت فيه النظر إلى إمكان استخدام طريقته في كتابة النوتة الموسيقية للمكفوفين، كما أنه اخترع أيضاً لوحاً ونوعاً من القلم يمكن استخدامه في الكتابة على الورق بدقة في خطوط موسيقية نقراً بالأصابع، ويبدو أن اهتمام برايل باختراع باربير يرجع إلى ما أحس به من إمكانية استخدامه في كتابة النوتة الموسيقية للمكفوفين، فإذا كان الأمر كذلك فإنه من المفيد
ملاحظة أن أسلوبه في ترتيب النقط في النوتة الموسيقية هو الجزء الوحيد من طريقته العامة.
وكان أول شيء قد نُشر عن طريقة بريل في عام 1837م، أما عن طريقته بأكملها فلم تُنشر إلا في سنة 1839م ومع نجاح هذه الطريقة إلا أنها قوبلت بعدة صعوبات من القائمين بالأمر في المدارس؛ فالمدرس أو التلميذ الذي أراد تعلمها كان عليه أن يفعل ذلك خارج ساعات الدراسة الرسمية. وحتى المدرسة التي بدأت فيها طريقة (برايل) لم تستخدمها رسمياً إلا بعد مرور ما يقرب من أربعة عشر سنة وذلك بعد وفاة (برايل) بسنين.
ولم تُقبل طريقة برايل في بريطانيا إلا في عام 1869م وأما في أمريكا فبدأ استخدامها سنة 1860م.
وقد عُدلت هذه الطريقة بعد عام 1919م وعُرفت بطريقة برايل المعدّلة.
أما كتابة برايل في اللغة العربية فقد دخلت على يد محمد الأُنسي في منتصف القرن التاسع عشر[بحاجة لمصدر]حيث حاول التوفيق بين أشكال الحروف المستخدمة في الكتابة العادية وشكلها في الكتابة النافرة.
وبهذه الطريقة نقل الأُنسي عدداً من الكتب إلا أنّ هذه الطريقة لم تنتشر على نطاقِ واسع وبعد بذل محاولات عديدة اعتمد المهتمون بطريقة برايل لتطوير ما يتناسب واللغة العربية. وقد قامت منظمة التربية والعلوم والثقافة التابعة لهيئة الأمم المتحدة في عام 1951م بتوحيد الكتابة النافرة بقدر ما تسمح به أوجه الشبه بين الأصوات المشتركة في اللغات المختلفة. وقد نتج عن هذه الحركة النظام الحالي للرموز العربية.
وقد استفاد المختصون بطريقة برايل باللغة العربية من بحوث الدول العربية المتقدمة في هذا المجال من حيث جعل الكتابة البارزة سهلة. فقد عمل على أن تبدأ الحروف إما بالنقطة رقم (1) أو بالنقطة رقم (2) وكما عمل على أن تكون الأحرف الأكثر استعمالاً في اللغة ذات عدد قليل من النقاط.
ولذلك فالأحرف الأكثر استخداماً تشكل في معظمها ثلاث أو أربع نقاط. وقد توصلت هيئات المكفوفين العربية إلى اختصارات لأكثر من مائة واثنين وثمانين كلمة من الكلمات المتداولة على نطاق واسع، وبهذه الطريقة أمكن توفير الوقت والجهد اللازمين للكتابة.
تقوم كتابة (برايل) في الأساس على ست نقاطٍ أساسية ثلاثة على اليمين وثلاثة على اليسار ومن هذه النقاط الست تتشكل جميع الأحرف والاختصارات والرموز ومع دخول الكمبيوتر إلى عالمنا دخل نظام الثماني نقاط في نظام الكمبيوتر ليعطي مجالاً لاستيعاب أكبر عدد
ممكن من الإشارات والرموز، ولكن هذا النظام ظل مستخدماً فقط في الكمبيوتر ولم يوسع لغيره.
أما طريقة قراءة هذه الأحرف فتتم من اليسار إلى اليمين حيث أن النقطة العليا إلى اليسار تسمى رقم 1 والتي تحتها 2 والتي تحتها 3 ثم ننتقل إلى الصف الثاني فالعليا نسميها 4 والتي تحتها 5 والتي تحتها 6 وهي كما في الشكل التالي:
1O O4
2O O5
3O O6
وعلى هذا الأساس وُضعت حروف اللغة العربية جميعها.

## يونيكودبريل
| بريل   |   |   |   |   |   |   |   |   |   |   |   |   |   |   |   |   |
|        | 0 | 1 | 2 | 3 | 4 | 5 | 6 | 7 | 8 | 9 | A | B | C | D | E | F |
| U+280x | ⠀ | ⠁ | ⠂ | ⠃ | ⠄ | ⠅ | ⠆ | ⠇ | ⠈ | ⠉ | ⠊ | ⠋ | ⠌ | ⠍ | ⠎ | ⠏ |
| U+281x | ⠐ | ⠑ | ⠒ | ⠓ | ⠔ | ⠕ | ⠖ | ⠗ | ⠘ | ⠙ | ⠚ | ⠛ | ⠜ | ⠝ | ⠞ | ⠟ |
| U+282x | ⠠ | ⠡ | ⠢ | ⠣ | ⠤ | ⠥ | ⠦ | ⠧ | ⠨ | ⠩ | ⠪ | ⠫ | ⠬ | ⠭ | ⠮ | ⠯ |
| U+283x | ⠰ | ⠱ | ⠲ | ⠳ | ⠴ | ⠵ | ⠶ | ⠷ | ⠸ | ⠹ | ⠺ | ⠻ | ⠼ | ⠽ | ⠾ | ⠿ |
| U+284x | ⡀ | ⡁ | ⡂ | ⡃ | ⡄ | ⡅ | ⡆ | ⡇ | ⡈ | ⡉ | ⡊ | ⡋ | ⡌ | ⡍ | ⡎ | ⡏ |
| U+285x | ⡐ | ⡑ | ⡒ | ⡓ | ⡔ | ⡕ | ⡖ | ⡗ | ⡘ | ⡙ | ⡚ | ⡛ | ⡜ | ⡝ | ⡞ | ⡟ |
| U+286x | ⡠ | ⡡ | ⡢ | ⡣ | ⡤ | ⡥ | ⡦ | ⡧ | ⡨ | ⡩ | ⡪ | ⡫ | ⡬ | ⡭ | ⡮ | ⡯ |
| U+287x | ⡰ | ⡱ | ⡲ | ⡳ | ⡴ | ⡵ | ⡶ | ⡷ | ⡸ | ⡹ | ⡺ | ⡻ | ⡼ | ⡽ | ⡾ | ⡿ |
| U+288x | ⢀ | ⢁ | ⢂ | ⢃ | ⢄ | ⢅ | ⢆ | ⢇ | ⢈ | ⢉ | ⢊ | ⢋ | ⢌ | ⢍ | ⢎ | ⢏ |
| U+289x | ⢐ | ⢑ | ⢒ | ⢓ | ⢔ | ⢕ | ⢖ | ⢗ | ⢘ | ⢙ | ⢚ | ⢛ | ⢜ | ⢝ | ⢞ | ⢟ |
| U+28Ax | ⢠ | ⢡ | ⢢ | ⢣ | ⢤ | ⢥ | ⢦ | ⢧ | ⢨ | ⢩ | ⢪ | ⢫ | ⢬ | ⢭ | ⢮ | ⢯ |
| U+28Bx | ⢰ | ⢱ | ⢲ | ⢳ | ⢴ | ⢵ | ⢶ | ⢷ | ⢸ | ⢹ | ⢺ | ⢻ | ⢼ | ⢽ | ⢾ | ⢿ |
| U+28Cx | ⣀ | ⣁ | ⣂ | ⣃ | ⣄ | ⣅ | ⣆ | ⣇ | ⣈ | ⣉ | ⣊ | ⣋ | ⣌ | ⣍ | ⣎ | ⣏ |
| U+28Dx | ⣐ | ⣑ | ⣒ | ⣓ | ⣔ | ⣕ | ⣖ | ⣗ | ⣘ | ⣙ | ⣚ | ⣛ | ⣜ | ⣝ | ⣞ | ⣟ |
| U+28Ex | ⣠ | ⣡ | ⣢ | ⣣ | ⣤ | ⣥ | ⣦ | ⣧ | ⣨ | ⣩ | ⣪ | ⣫ | ⣬ | ⣭ | ⣮ | ⣯ |
| U+28Fx | ⣰ | ⣱ | ⣲ | ⣳ | ⣴ | ⣵ | ⣶ | ⣷ | ⣸ | ⣹ | ⣺ | ⣻ | ⣼ | ⣽ | ⣾ | ⣿ |

## محو الأمية
الأطفال المكفوفون ليس لديهم الحرمان التعليمي لمجرد عدم القدرة على الرؤية فقط، بل أنه قد بفوت عليهم أجزاء أساسية من التعليم المبكر والمتقدم إذا لم يكن متوفر مع الأدوات اللازمة.ويمكن للأطفال المكفوفين أو ضعاف البصر البدء في تعلم مهارات ما قبل برايل من سن مبكر جدا لتصبح قرائتهم لبرايل بطلاقة كما أنها تصلح أيضا لكبار السن.

### إحصاءات محو الأمية بطريقة برايل في الولايات المتحدة
في عام 1960م، تمكن 50٪ من الأطفال المكفوفين القانونيين في سن المدرسة من قراءة برايل في الولايات المتحدة وفقاً للتقرير السنوي لعام 2015م من دار الطباعة الأمريكية للمكفوفين، كان هناك 61,739 طالباً مكفوفين قانونياً مسجلين في الولايات المتحدة. ومن بين هؤلاء تم تسجيل 8.6% (5,333) كقارئي برايل، و31% (19,109) كقارئ مرئي، و9.4% (5,795) كقارئ سمعي.
هناك أسباب عديدة لانخفاض استخدام برايل، بما في ذلك قيود ميزانية المدرسة، والتقدم التكنولوجي مثل برامج قارئ الشاشة، ووجهات النظر الفلسفية المختلفة حول كيفية تعليم الأطفال المكفوفين.
وكان من النقاط الرئيسية التي تحول محو الأمية بطريقة برايل إلى إقرار قانون إعادة التأهيل لعام 1973، وهو قانون صادر عن الكونغرس يفيد بنقل آلاف الأطفال من المدارس المتخصصة للمكفوفين إلى المدارس العامة. لأن نسبة صغيرة فقط من المدارس الحكومية قادرة على تحمل تكاليف تدريب وتوظيف المعلمين المؤهلين بطريقة برايل، فقد انخفضت نسبة معرفة طريقة برايل منذ أن بدأ سريان القانون. 'وتحسنت معدلات الإلمام بلغة برايل قليلاً منذ إقرار القانون جزئياً بسبب ضغوط المستهلكين وجماعات الدعوة التي دفعت 27 ولاية إلى إصدار تشريع يقضي بأن تتاح الفرصة للأطفال المكفوفين قانوناً لتعلم طريقة برايل.
في عام 1998م كان هناك 57425 طالبًا كفيفًا قانونيًا مسجلين في الولايات المتحدة، ولكن 10٪ فقط (5461) منهم استخدموا طريقة برايل كوسيلة القراءة الأولية.
التعليم المبكر بطريقة برايل أمر حاسم لمحو أمية الأطفال المكفوفين أو ضعيفي الرؤية. وجدت دراسة أجريت في ولاية واشنطن أن الأشخاص الذين تعلموا طريقة برايل في سن مبكرة فعلوا ذلك أيضًا، إن لم يكونوا أفضل من أقرانهم المبصرين في عدة مجالات، بما في ذلك المفردات والفهم. وذلك في الدراسة الأولية للبالغين، وفي حين قيّم المشاركون في الدراسة الأولية العلاقة بين مهارات القراءة والكتابة لدى البالغين والعمالة، تبين أن 44 في المائة من المشاركين الذين تعلموا القراءة بطريقة برايل عاطلون عن العمل، مقارنة بمعدل البطالة البالغ 77 في المائة بالنسبة لأولئك الذين تعلموا القراءة باستخدام الطباعة. وحالياً من بين المكفوفين في الولايات المتحدة البالغون الذين يقدر عددهم بـ 85,000، يعمل 90% من الأشخاص الذين يعرفون لغة برايل. ومن بين البالغين الذين لا يعرفون طريقة برايل، لا يعمل سوى 33 في المائة. إحصائيا، أثبت التاريخ أن مهارة القراءة بطريقة برايل توفر مجموعة من المهارات الأساسية التي تسمح للأطفال المكفوفين أو ذوي الرؤية المنخفضة للتنافس مع أقرانهم المبصرين في بيئة مدرسية ولاحقاً في الحياة عند دخولهم القوى العاملة.

### المملكة المتحدة
على الرغم من أن برايل يعتقد أن الطريقة الرئيسية للمكفوفين القراءة والكتابة، فإنه في بريطانيا (على سبيل المثال) من بين مليوني شخص مصاب بالعمى وضعف الرؤية، يقدّر أن حوالي 15,000-20,000 شخص فقط يستخدمون طريقة برايل. وبدلاً من ذلك يتحول الشباب إلى النص الإلكتروني على أجهزة الكمبيوتر مع برنامج قارئ الشاشة، وهي طريقة اتصال أكثر قابلية للتواصل يمكنهم استخدامها مع أصدقائهم. وقد بدأ نقاش حول كيفية جعل طريقة برايل أكثر جاذبية ولمزيد من المعلمين ليكونوا متاحين لتدريسه.

## الأستخدام

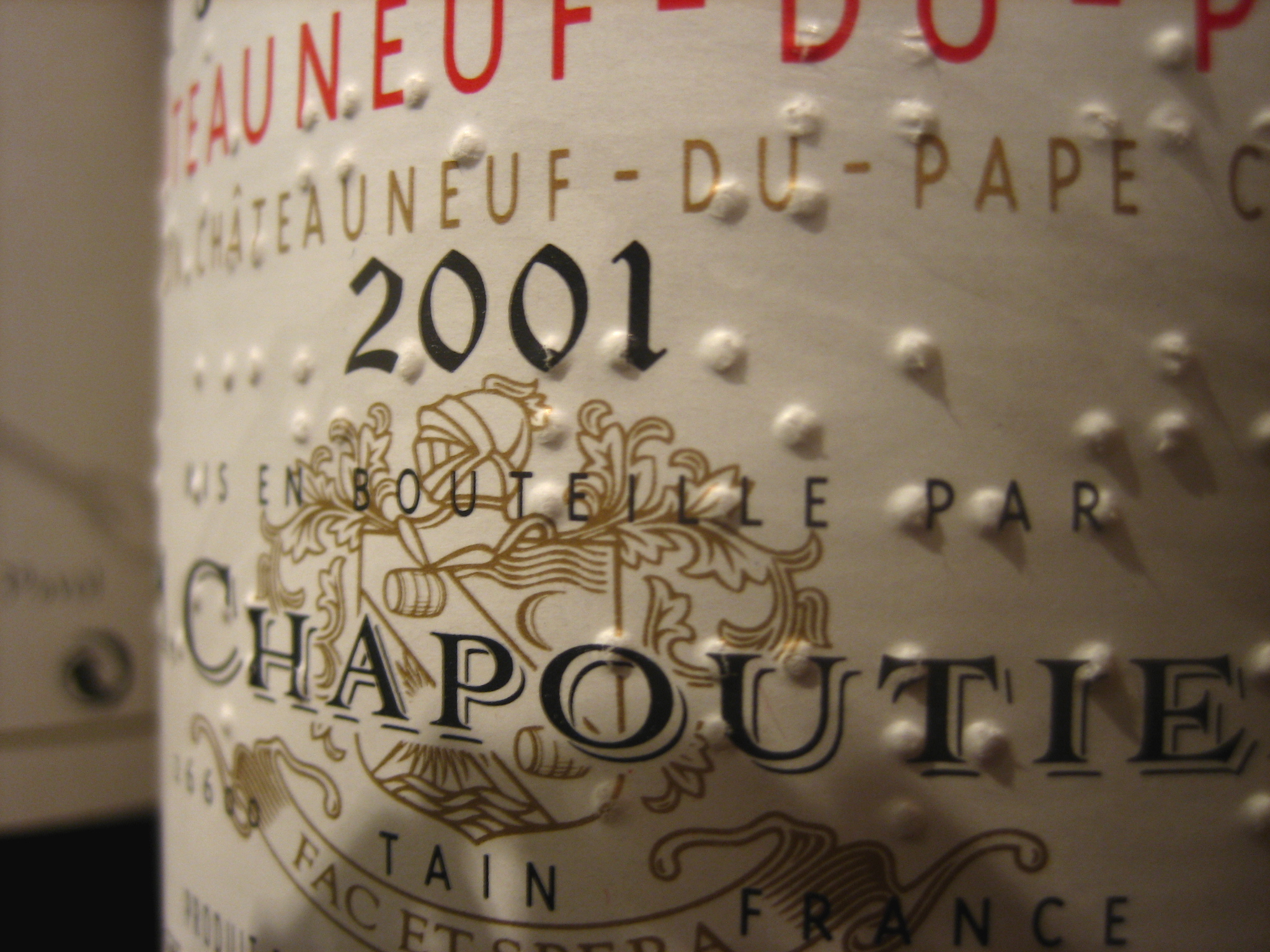
زجاجة نبيذ عليها كتابة برايل

تحتوي السلسلة الحالية من الأوراق النقدية الكندية على ميزة اللمس تتكون من نقاط برايل، مما يسمح بتحديد المبلغ المطلوب بسهولة من قِبل الأشخاص المكفوفين أو ذوي الرؤية المنخفضة.الذين لا يستخدمون طريقة برايل القياسية. وبدلاً من ذلك يُستخدم نظام وضع بالتشاور مع الكنديين المكفوفين وضعاف الرؤية بعد أن أشارت البحوث إلى أن طريقة برايل لم تكن قوية بما فيه الكفاية وأنه ليس كل المستخدمين لديهم احتمالية قراءة برايل. فالأوراق النقدية المكسيكية، الأوراق النقدية الاسترالية، أوراق الروبية الهندية، أوراق الشيكل الإسرائيلية الجديدة  والأوراق النقدية الروبل الروسي أيضاً وضعت لها رموز خاصة لجعلها قابلة للتحديد من قبل الأشخاص المكفوفين أو ضعاف الرؤية.

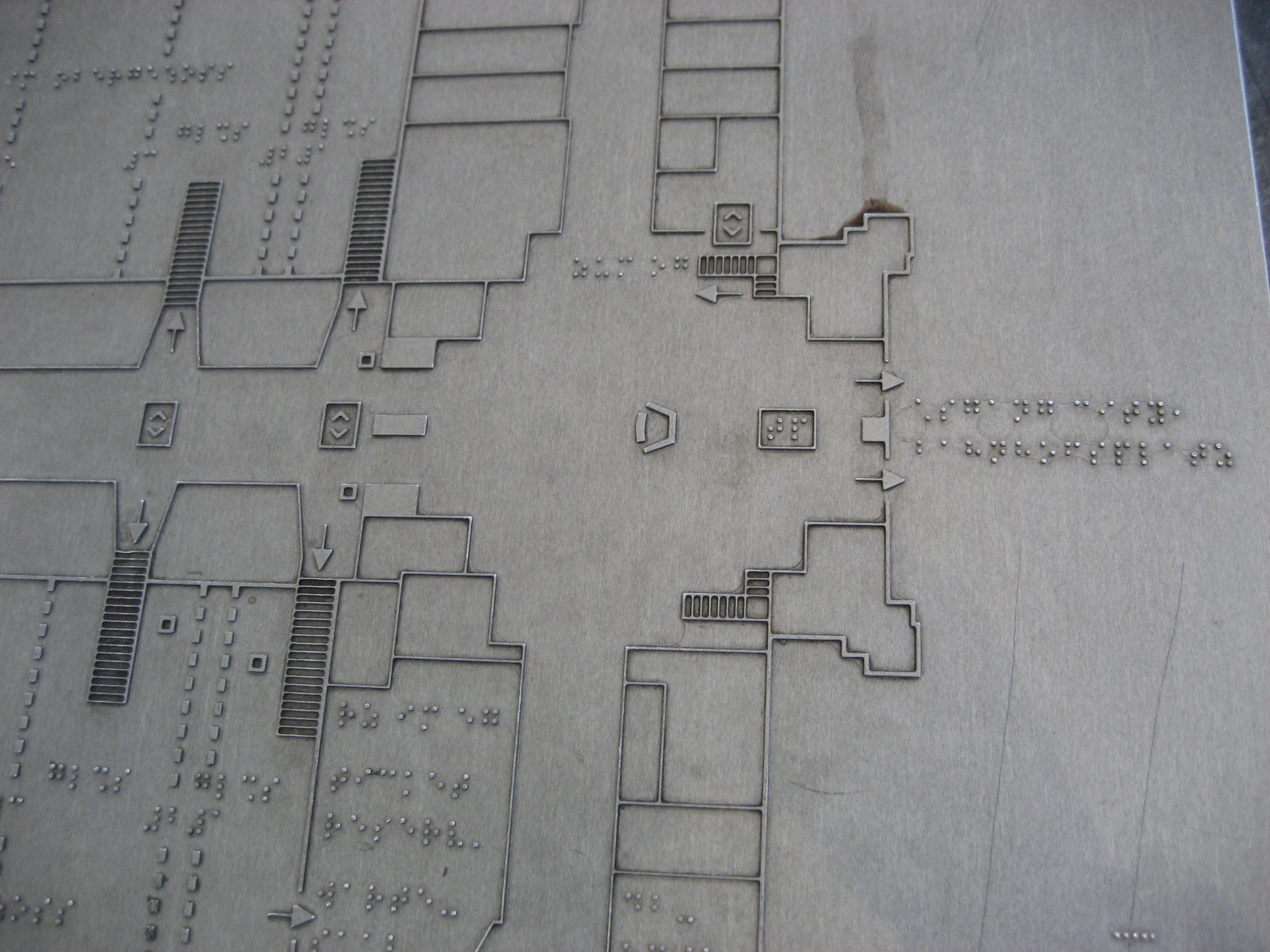
خريطة تحتوي على لغة برايل في قطار ألماني

وفي الهند، هناك حالات نُشرت فيها قوانين البرلمان بطريقة برايل، مثل قانون الحق في الحصول على المعلومات.
في الولايات المتحدة، يتطلب قانون الأميركيين ذوي الإعاقة لعام 1990م أن تكون لافتات البناء المختلفة بطريقة برايل.
في المملكة المتحدة يجب أن يكون اسم الدواء بـ «برايل» على الملصق.
وأستراليا أيضا مؤخّراً طبعت على ه خمسة دولارات ورقة نقديّة بطريقة برايل
المملكة المتحدة في سبتمبر 2017م– في مقدمة ورقة ال10 جنيه الاسترليني (الجانب مع رفع المطبوعة)، هناك مجموعتان من النقاط التي أثيرت في الزاوية اليسرى العليا. وتساعد هذه الميزة اللمسية الأشخاص المكفوفين وضعاف البصر على تحديد قيمة الورقة.